# Tri comptage
 (mai 2020).
Si vous disposez d'ouvrages ou d'articles de référence ou si vous connaissez des sites web de qualité traitant du thème abordé ici, merci de compléter l'article en donnant les références utiles à sa vérifiabilité et en les liant à la section « Notes et références ».
Le tri comptage (counting sort en anglais), appelé aussi tri casier, est un algorithme de tri par dénombrement qui s'applique sur des valeurs entières.

## Définition
Le principe repose sur la construction de l'histogramme des données, puis le balayage de celui-ci de façon croissante, afin de reconstruire les données triées. Ici, la notion de stabilité n'a pas réellement de sens, puisque l'histogramme factorise les données – plusieurs éléments identiques seront représentés par un unique élément quantifié. Ce tri ne peut donc pas être appliqué sur des structures complexes, et il convient exclusivement aux données constituées de nombres entiers compris entre une borne min et une borne max connues. Dans un souci d'efficacité, celles-ci doivent être relativement proches l'une de l'autre, ainsi que le nombre d'éléments doit être relativement grand.
Dans cette configuration, et avec une distribution de données suivant une loi uniforme discrète, ce tri est le plus rapide (on troque, en quelque sorte, du temps de calcul contre de la mémoire). La restriction très particulière imposée à ses valeurs d'entrée en fait un tri en temps linéaire, alors qu'un tri par comparaisons optimal nécessite un nombre d'opérations de l'ordre de {\displaystyle n\log n}.

## Analyse de la complexité
Le principal atout du tri comptage se retrouve lorsque l'on ajoute une taille maximale sur la taille d'un élément en entrée. Dans le cas contraire, le tri comptage a une complexité exponentielle en la taille de l'entrée.

### Taille de l'entrée
Soit {\displaystyle T} un tableau contenant {\displaystyle n} entiers de {\displaystyle m} bits, alors la taille de l'entrée, le nombre de bits occupé par le tableau est {\displaystyle n\times m}.

### Complexité sans hypothèse particulière
Afin de dénombrer les valeurs du tableau {\displaystyle T}, il nous faut allouer un tableau {\displaystyle T'} de taille {\displaystyle 2^{m}-1} car c'est l'entier maximal pouvant être représenté avec {\displaystyle m} bits. Après avoir dénombré les éléments de {\displaystyle T} en {\displaystyle {\mathcal {O}}(n)}, il va nous falloir itérer sur {\displaystyle T'}dans le but de construire la permutation de {\displaystyle T} triée. Cette opération ne peut pas se faire sans {\displaystyle 2^{m}-1} opérations.
La complexité totale de l'algorithme est alors en {\displaystyle {\mathcal {O}}(n+2^{m})} et est donc exponentielle en la taille de l'entrée.

### Complexité avec l'hypothèse de la borne max
Si l'on dispose d'une borne maximale {\displaystyle m'} tels que {\displaystyle m\leqslant m'}. Alors, on peut poser une constante potentiellement très grande {\displaystyle k=2^{m'}}. De plus, la taille de l'entrée ne dépend plus que de {\displaystyle n}. La complexité est donc en {\displaystyle {\mathcal {O}}(n+k)} où {\displaystyle {\mathcal {O}}(n)} car {\displaystyle k} est une constante.

## Exemple
On suppose qu'on dispose d'un tableau tab composé de 100 entiers entre 0 et 30 (bornes comprises). Le procédé du tri par comptage est le suivant : on compte le nombre de « 0 », le nombre de « 1 »..., le nombre de « 30 » présents dans tab, et on reconstruit tab en y ajoutant les valeurs selon leur quantité croissante (on ne trie pas les valeurs mais le comptage de ces valeurs au sein du tableau).
Le tableau de 5 entiers 1, 27, 3, 1, 3 contient 2 fois 1, 2 fois 3 et 1 fois 27, le tableau trié par la méthode du tri comptage est donc : 1, 1, 3, 3, 27.
Tableau avant et après triage :
| x           | 1 | 2  | 3 | 4 | 5  |
| ----------- | - | -- | - | - | -- |
| tab[x]      | 1 | 27 | 3 | 1 | 3  |
| tab[x] trié | 1 | 1  | 3 | 3 | 27 |

Tableau de comptage :
| x              | 0 | 1 | 2 | 3 | 4 | 5 | 6 | 7 | 8 | 9 | 10 | 11 | 12 | 13 | 14 | 15 | 16 | 17 | 18 | 19 | 20 | 21 | 22 | 23 | 24 | 25 | 26 | 27 |
| -------------- | - | - | - | - | - | - | - | - | - | - | -- | -- | -- | -- | -- | -- | -- | -- | -- | -- | -- | -- | -- | -- | -- | -- | -- | -- |
| tabComptage[x] | 0 | 2 | 0 | 2 | 0 | 0 | 0 | 0 | 0 | 0 | 0  | 0  | 0  | 0  | 0  | 0  | 0  | 0  | 0  | 0  | 0  | 0  | 0  | 0  | 0  | 0  | 0  | 1  |

## Algorithme
L'algorithme présenté ici n'est pas la seule solution au problème, et n'est peut-être pas optimal. On considère que l'index des tableaux commence à 0. Le signe = est utilisé pour les affectations. Le tableau tab est le tableau à trier, et est passé en paramètre de la fonction triParComptage. La variable borneSuperieure, est la valeur entière maximale présente dans tab.
La fonction triParComptage utilise des variables intermédiaires :
- tabComptage, est un tableau contenant n éléments, n étant la valeur maximale dans tab.
- i et j sont des variables de type entier, servant à parcourir les tableaux tab et tabComptage.

```
fonction
 triParComptage(tab):
   
// détermination de "borneSuperieure" la valeur entière maximale présente dans 
tab

   
borneSuperieure = 0

   
Pour
 tout k de tab
         
si
 k > 
borneSuperieure
 
             
borneSuperieure = k

         
finSi

   
finPour

   
// Initialisation du tableau de comptage à 0

   
pour
 i = 0 
à
 borneSuperieure
      tabComptage[i] = 0
   
finPour
  

// Création du tableau de comptage

   
Pour
 tout k de tab
          
tabComptage[k] = tabComptage[k] + 1
       
   
finPour

   
// Création du tableau trié

   N = taille de tabComptage
   cpt = 0
   
pour
 i = 0 à N
      
pour
 j = 0 à tabComptage[i]
           tabTrie[cpt] = i
           cpt = cpt + 1
     
finPour

  
finPour

  
retourne
 tabTrie
```

Voici le code en python  exécutable :
```
def
 
TriComptage
(
tab
):

    
# détermination de "borneSuperieure" la valeur entière maximale présente dans tab

    
borneSuperieure
 
=
 
0

    
for
 
k
 
in
 
tab
:

        
if
 
k
>
borneSuperieure
:

            
borneSuperieure
 
=
 
k

    
# Initialisation du tableau de comptage à 0

    
tabComptage
 
=
 
[
0
]
*
(
borneSuperieure
+
1
)

    
    
# Création du tableau de comptage

    
for
 
k
 
in
 
tab
:

        
tabComptage
[
k
]
=
tabComptage
[
k
]
+
1

        
    
# Création du tableau trié    

    
tabTrie
=
[]
 
    
N
 
=
 
len
(
tabComptage
)

    
for
 
i
 
in
 
range
(
N
):

        
for
 
j
 
in
 
range
(
tabComptage
[
i
]):

            
tabTrie
.
append
(
i
)

    
return
 
tabTrie

```